# Hirsau
Hirsau, fino al 1975 un comune a sé stante, è ora una frazione della grande città circondariale di Calw, nella zona settentrionale della Foresta Nera. Hirsau nel 2017 contava 2 191 abitanti ed è una località prevalentemente turistica.

## Geografia
La stazione climatica del Württemberg si trova nella parte settentrionale della Foresta nera, a circa due chilometri a nord della città di Calw, profondamente incassata nella valle del fiume Nagold. Nel parco del luogo di cura sfocia il Tälesbach, che scorre in una valle laterale ad est della frazione di Calw.
Sul lato di fronte alla parte occidentale della valle del Nagold si trova la valle laterale del torrente Schwein, anch'esso sfociante nel Nagold a Hirsau. A nord di Hirsau si trova il geotopo di Bruderhöhle.

## Storia

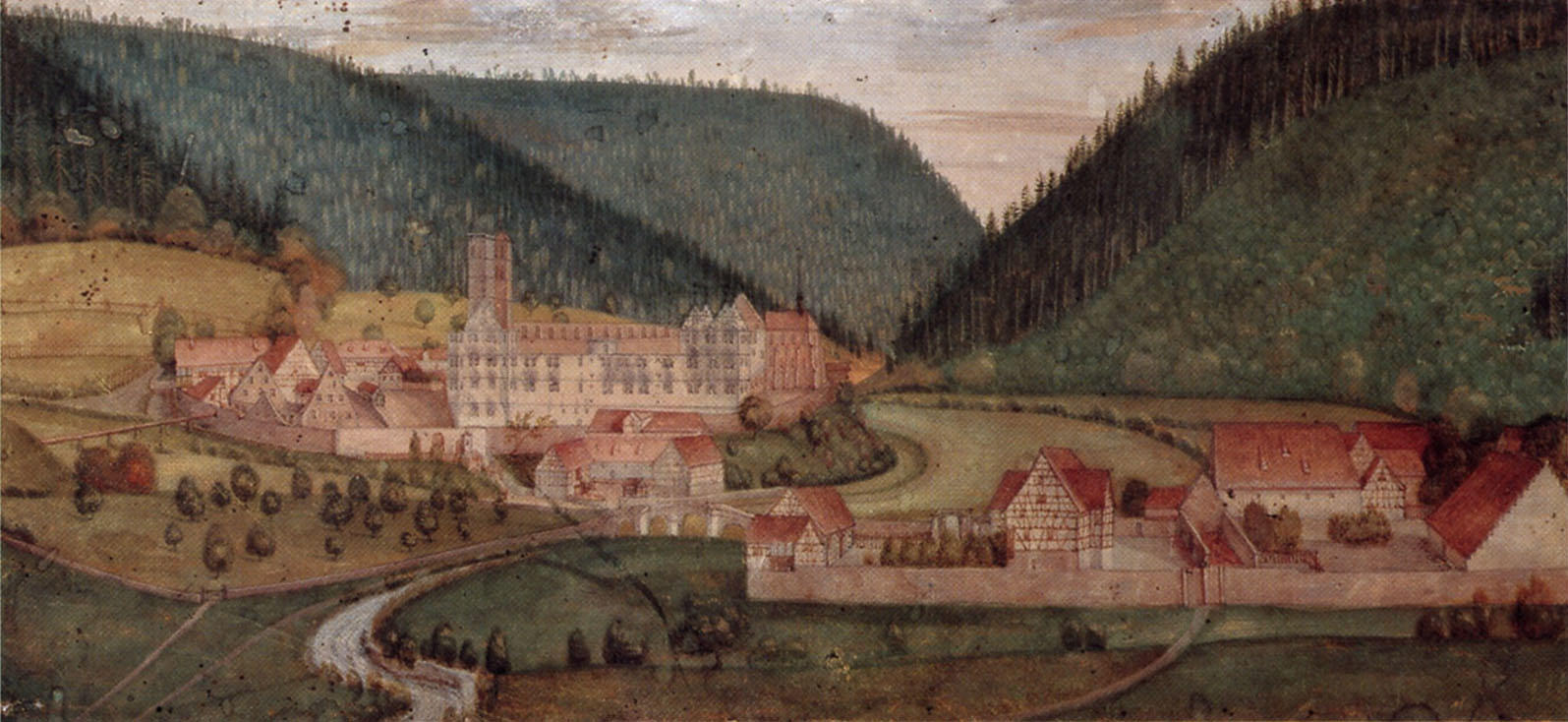
Hirsau dopo la distruzione del 1692: veduta panoramica da sud. In primo piano a destra il convento di Aurelius, sul poggio a sinistra del convento di San Pietro (acquerello)

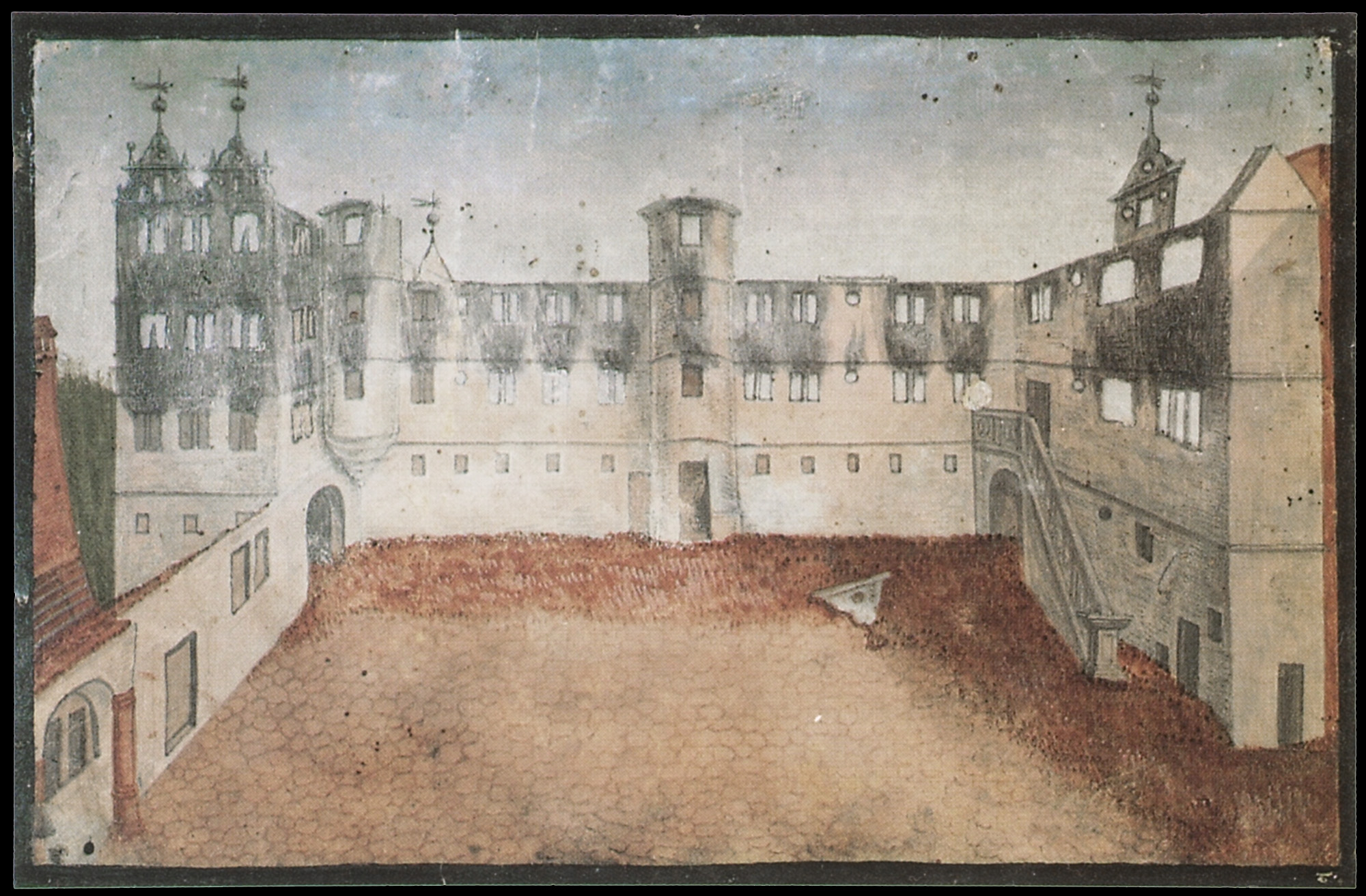
Castello di Hirsau, rovine, 1692

L'Abbazia di Hirsau ebbe un effettivo ruolo nella storia della località di Hirsau, prendendone il nome dalla medesima. Nel corso superiore del fiume Nagold vi furono dal 1082 al 1091 gli allora maggiori conventi tedeschi e il più grande edificio religioso romanico della Germania, una basilica con due torri a occidente, che furono terminate nel 1120. L'abbazia fu il principale punto di forza del movimento di rinnovamento dei conventi, che partì dall'Abbazia di Cluny.
Nel 1556, dopo la Riforma protestante l'abbazia divenne una scuola conventuale evangelica. I duchi del Württemberg fecero erigere tra il 1586 e il 1592 un castello a tre ali di tipo rinascimentale sul terreno dell'abbazia.

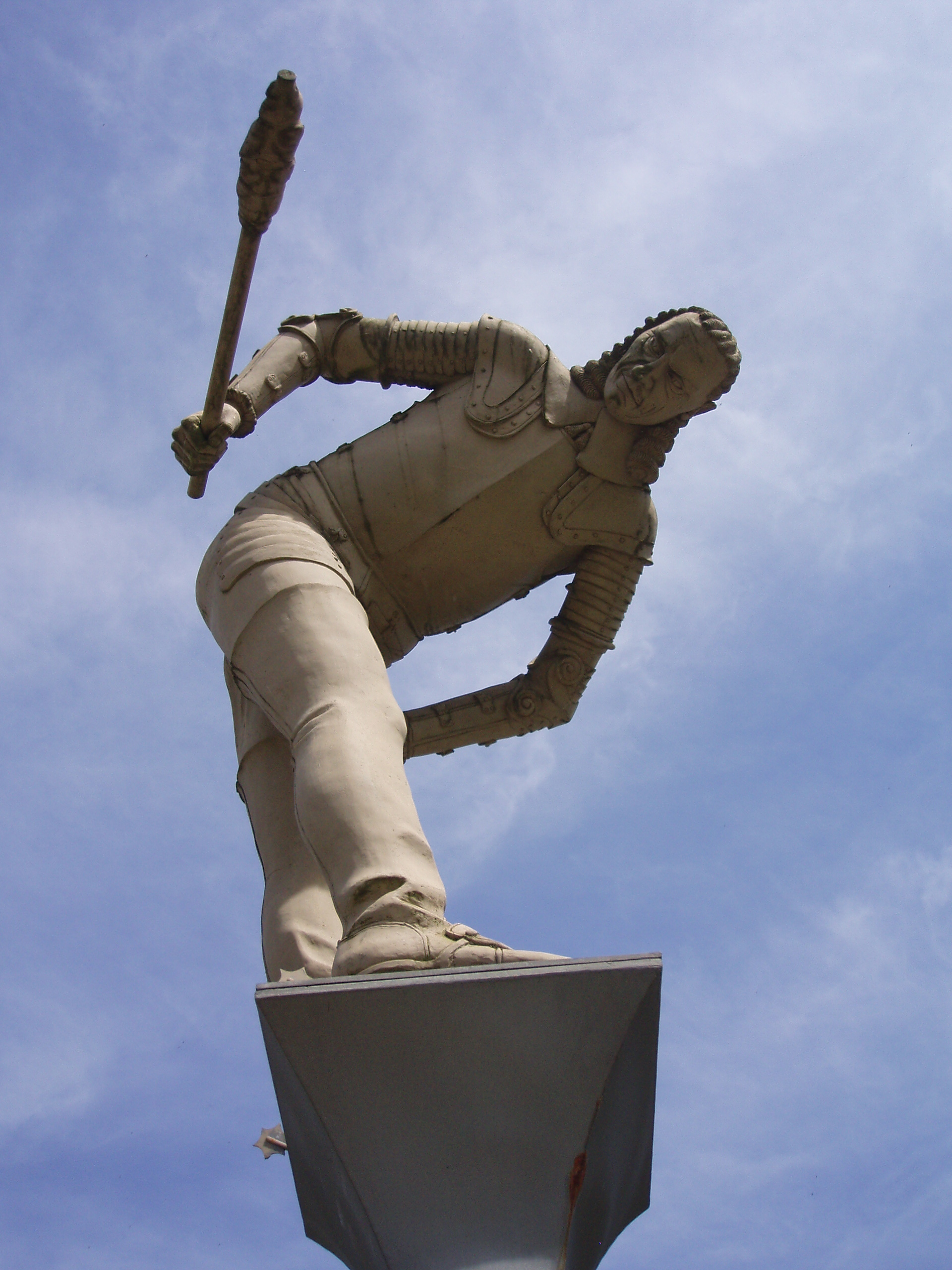
Il generale francese Mélac con torcia, statua di Peter Lenk

Nel 1692, durante la Guerra della Grande Alleanza la chiesa e la scuola conventuali e il castello furono dati alle fiamme e distrutti dalle truppe del generale francese Ezechiele, conte di Mélac. Quindi le pietre delle rovine di questi edifici furono utilizzate per costruire altri edifici. Al prosieguo di queste distruzioni fu posto termine solo nel 1808 con un decreto del re del Württemberg.
Il luogo dell'abbazia di Hirsau fu amministrato fino al 1807 dall'ufficio abbaziale di Hirsau, che quindi fu accorpato con il distretto superiore di Calw. Nel 1830 venne istituito il comune indipendente di Hirsau all'interno del circondario di Calw.

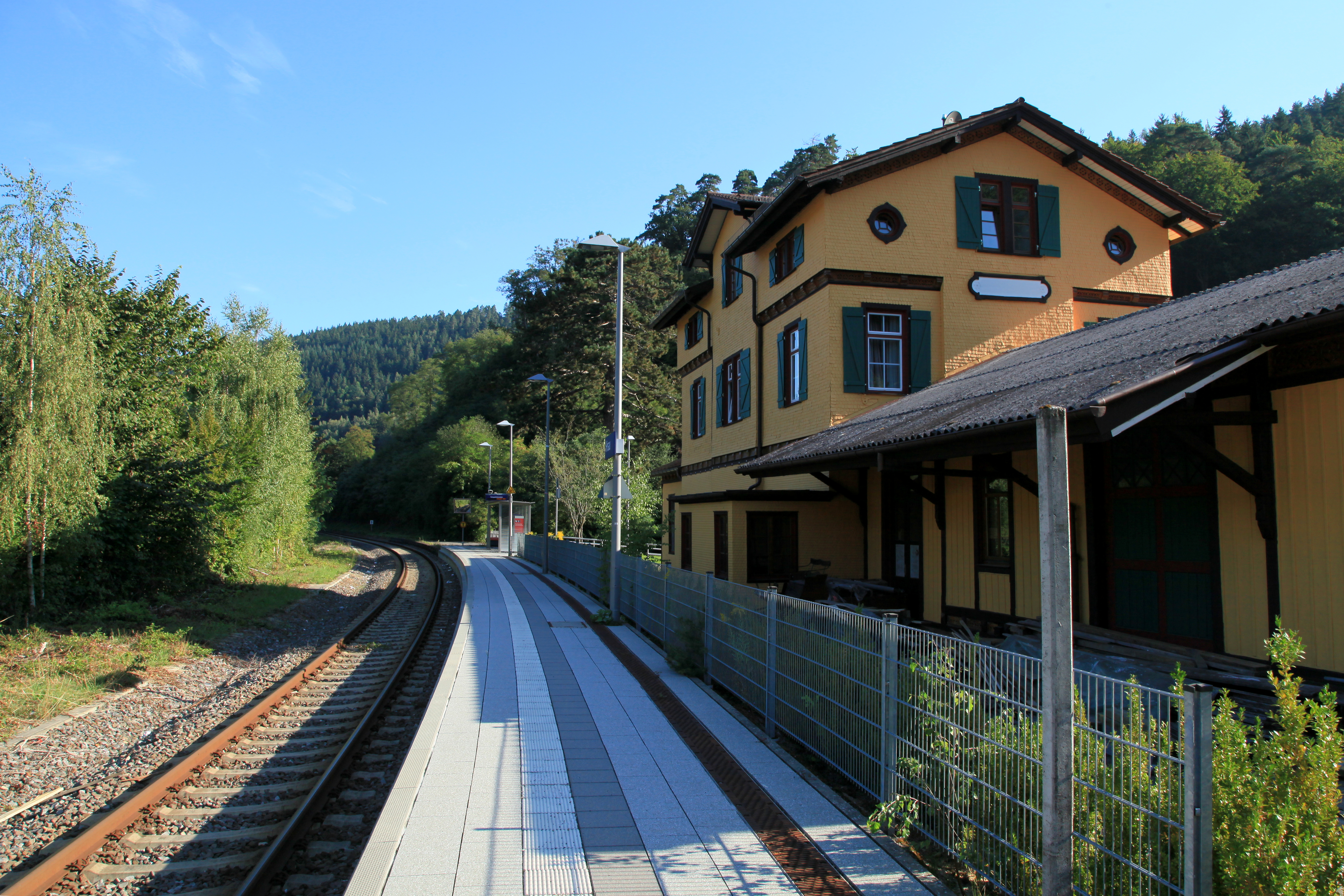
Fermata ferroviaria di Hirsau con il vecchio edificio della stazione (oggi di proprietà privata)

Nel 1874 vi fu la fusione tra la ferrovia della valle del Nagold, che collegava bene la località di in direzione di Pforzheim e Horb; inoltre si poteva andare da Calw, una stazione a sud di Hirsau, con la Ferrovia della Foresta Nera fino a Stoccarda.
Nel 1956, dopo lavori di restauro, la chiesa di Sant' Aurelio fu nuovamente consacrata. Sant' Aurelio era il secondo più antico convento in Hirsau, le cui origini risalgono al IX secolo.
Nel corso della riforma amministrativa il comune di Hirsau fu unito il 1º gennaio 1975 al comune di Calw formando il comune di Calw-Hirsau.

## Monumenti e luoghi degni di visita
- Abbazia di Hirsau

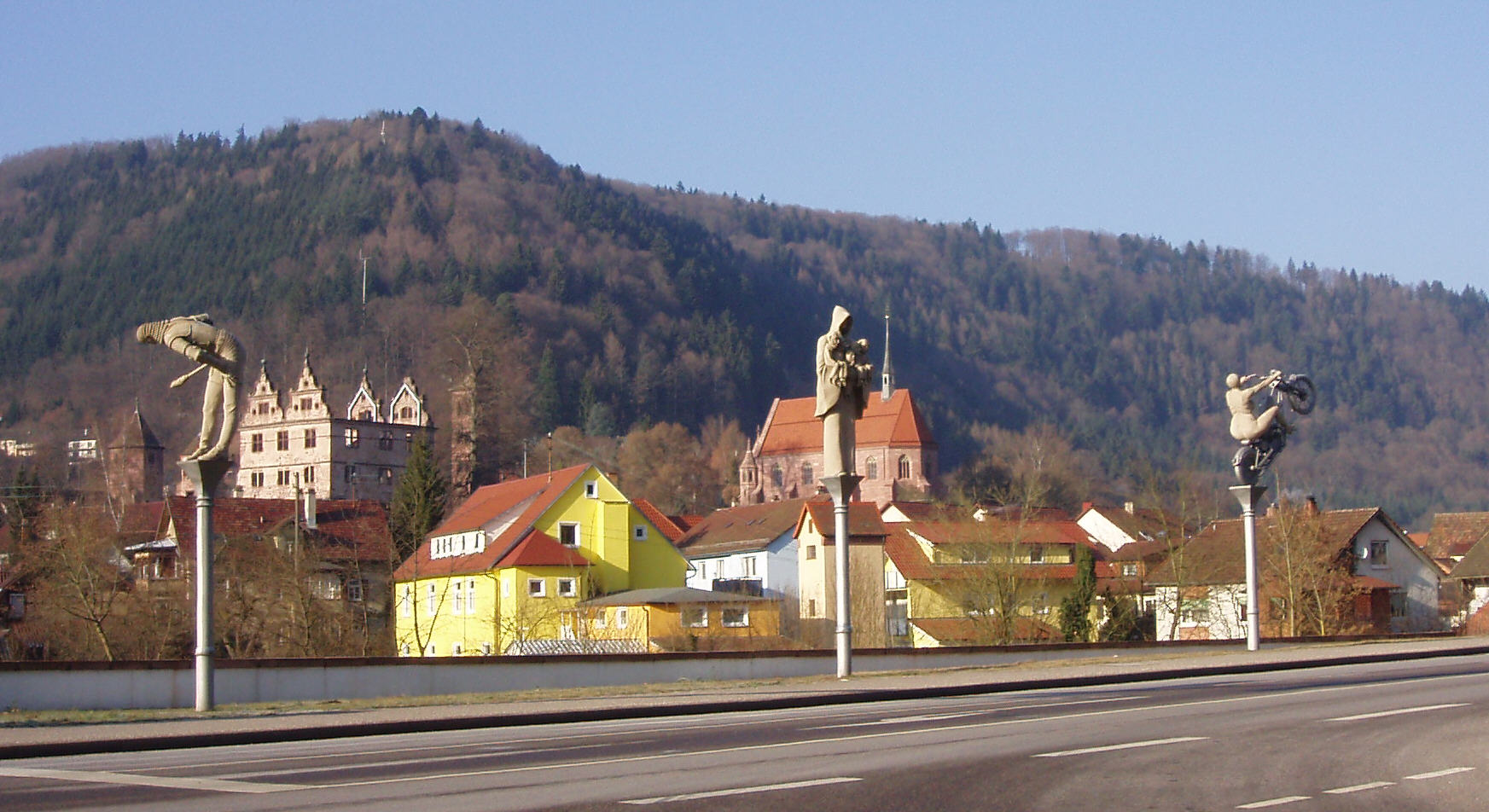
Statue di Peter Lenk e Rovine a Hirsau

- Rovine dell'Abbazia dei Santi Pietro e Paolo con chiostro
- Rovine del castello di caccia
- Chiesa di Sant'Aurelio (a destra del Nagold)
- Statue di Peter Lenk al B 463: Melac, Abate Guglielmo e un Rockerbraut

## Religione
Nel comune di Hirsau sono presenti edifici di culto della Chiesa evangelica, di quella cattolica,  della Libera Chiesa e una moschea dell'Unione turco-islamica.